# Marie Mané
Marie Françoise Mané (La Rochelle, 12 dicembre 1995) è una cestista francese.

## Carriera
Con la Francia 3x3 ha vinto la medaglia d'oro ai Giochi del Mediterraneo del 2018.